# پاریزی‌ها

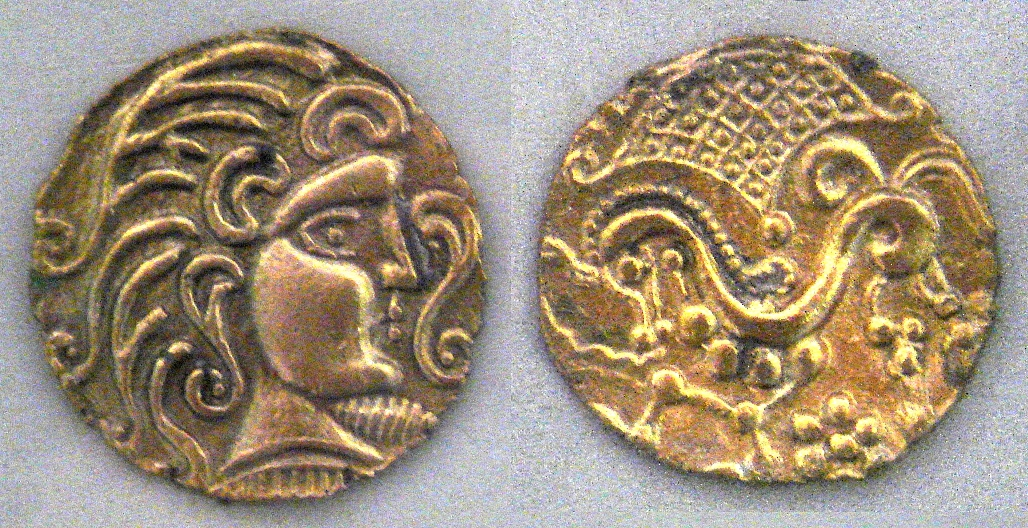
سکه‌های مربوط به پاریزی‌ها متعلق به قرن اول پیش از میلاد

پاریزی‌ها (در فرانسوی : Parisii):گروهی از اقوام سلتی هستند که در عصرآهن در کرانه رود سن زندگی می‌کردند. این قوم از قرن سوم پیش از میلاد در این محل ساکن شده و بخشی از ملت کشور گل بودند، این امر تا زمان فتح گل بدست ژولیوس سزار در سال ۵۲ پس از میلاد ادامه داشت.
شهر اصلی این قوم لوتشیا پاریزیوروم نام داشت که بعدها در دوران روم باستان شهر مهمی شد و مبنای شهر امروزی پاریس شد.